# Collin Gillespie
Collin Gillespie (Huntingdon Valley, 1999. június 25. –) amerikai válogatott kosárlabdázó, a Denver Nuggets játékosa a National Basketball Associationben (NBA) és a Grand Rapids Gold játékosa az NBA G-League-ben.
Középiskolában nem volt kifejezetten kiemelkedő játékos, egyetlen ajánlatot se kapott az NCAA első osztályában szereplő csapatoktól egészen végzős éve végéig. Utolsó évében Philadelphia legjobbjának választották. Egyetemen végül a Villanova Wildcats csapatánál kötött ki, ahol megválasztották a Big East főcsoport év játékosának 2021-ben, majd 2022-ben is.
A 2022-es NBA-drafton érkezett a ligába, de nem választotta ki senki az esemény során. Ezt követően szerződtette a Denver Nuggets, ahol első szezonjában bajnok lett.
Az amerikai válogatottat is képviselte 2019-ben, a pánamerikai játékokon bronzérmes csapat tagjaként.

## Statisztika

### Egyetem
| Év        | Csapat             | JM  | KM  | JP/M | MG%  | 3P%  | BD%  | LP/M | GP/M | L/M | B/M | P/M  |
| --------- | ------------------ | --- | --- | ---- | ---- | ---- | ---- | ---- | ---- | --- | --- | ---- |
| 2017–2018 | Villanova Wildcats | 32  | 1   | 14,4 | .452 | .394 | .800 | 1,3  | 1,1  | 0,6 | 0,1 | 4,3  |
| 2018–2019 | Villanova Wildcats | 35  | 35  | 29,4 | .409 | .379 | .839 | 2,4  | 2,8  | 1,0 | 0,1 | 10,9 |
| 2019–2020 | Villanova Wildcats | 31  | 31  | 34,1 | .406 | .357 | .817 | 3,7  | 4,5  | 1.2 | 0,1 | 15,1 |
| 2020–2021 | Villanova Wildcats | 20  | 20  | 33,4 | .428 | .376 | .833 | 3,3  | 4,6  | 1,0 | 0,0 | 14,0 |
| 2021–2022 | Villanova Wildcats | 38  | 38  | 34,2 | .434 | .415 | .905 | 3,8  | 3,2  | 1,0 | 0,0 | 15,6 |
| Karrier   | Karrier            | 156 | 125 | 28,9 | .422 | .387 | .848 | 2,9  | 3,1  | 1,0 | 0,0 | 11,9 |